# Temnothorax unifasciatus
Temnothorax unifasciatus é uma espécie de formiga.